# Герман Зайц
Герман Зайц (нім. Hermann Seitz; 19 квітня 1902, Байльнгріс, Німецька імперія — 20 грудня 1942, Громославка, РРФСР) — німецький офіцер, оберст вермахту (1943, посмертно). Кавалер Лицарського хреста Залізного хреста з дубовим листям.

## Біографія
В 1919 році вступив в піхоту. З 1934 року — командир 2-ї роти 7-го розвідувального батальйону. Учасник Польської і Французької кампаній. З 1940 року — командир 20-го розвідувального батальйону 20-ї танкової дивізії, на чолі якого брав участь у Німецько-радянській війні. Відзначився у боях в районі Волхова. В 1942 призначений командиром 63-го моторизованого полку 17-ї танкової дивізії, з яким воював у районі Орла, після чого його частина була кинута під Сталінград. Загинув у бою. Похований в братській могилі на військовому цвинтарі Россошки.

## Нагороди
- Медаль «За вислугу років у Вермахті» 4-го, 3-го і 2-го класу (18 років)
- Залізний хрест
  - 2-го класу (25 вересня 1939)
  - 1-го класу (2 липня 1941)
- Штурмовий піхотний знак в сріблі
- Сертифікат Пошани Головнокомандувача Сухопутних військ Вермахту (9 липня 1941)
- Німецький хрест в золоті (11 грудня 1941)
- Лицарський хрест Залізного хреста з дубовим листям
  - лицарський хрест (12 квітня 1942)
  - дубове листя (№ 140; 31 жовтня 1942)
- Медаль «За зимову кампанію на Сході 1941/42»